# Schefflera dentata
Schefflera dentata är en araliaväxtart som beskrevs av David Gamman Frodin. Schefflera dentata ingår i släktet Schefflera och familjen araliaväxter.
Artens utbredningsområde är Papua Nya Guinea. Inga underarter finns listade.